# 魁北克历史

魁北克于北美洲的地理位置

## 欧洲人的到来

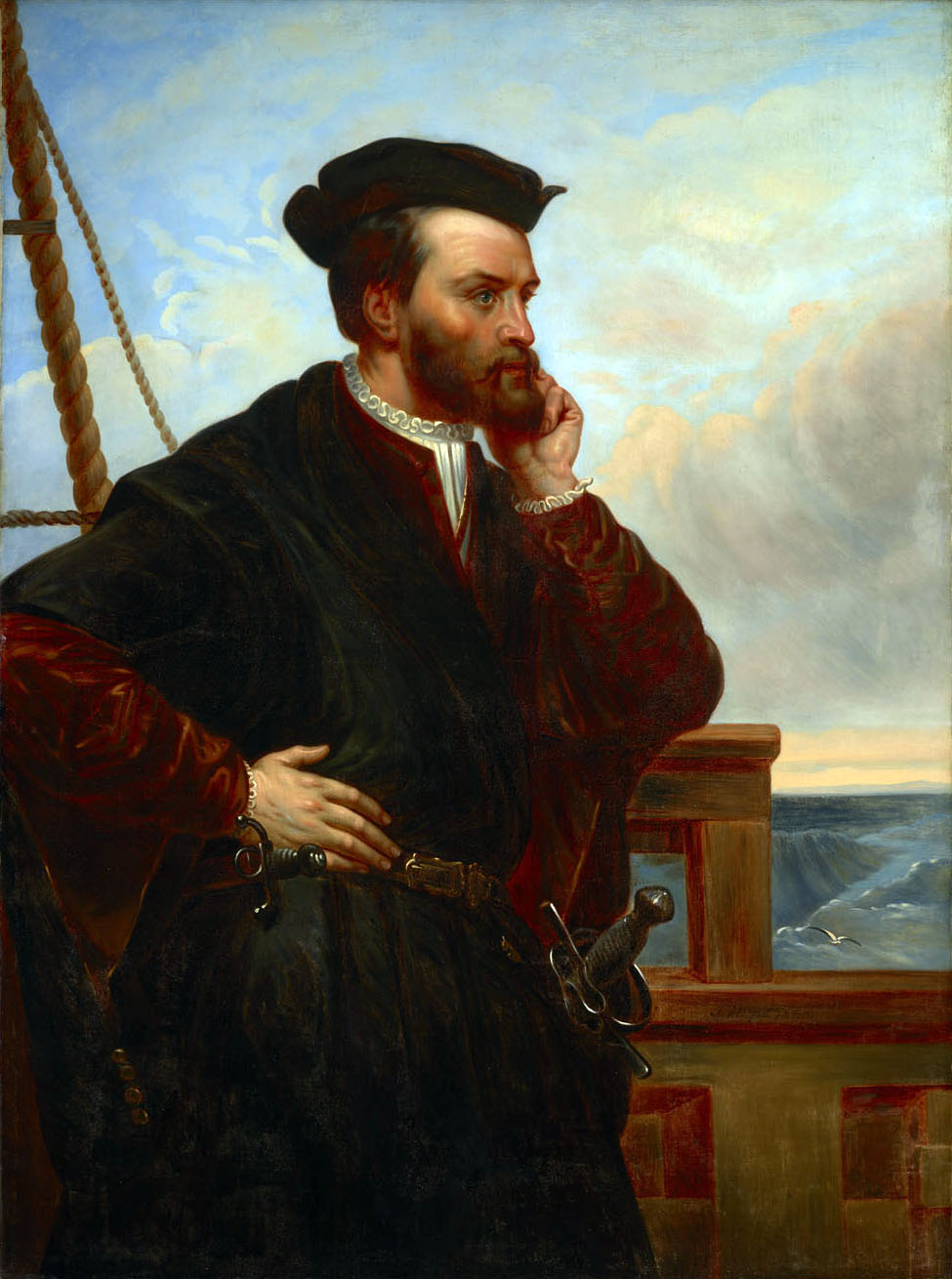
雅克·卡蒂亚

最早来魁北克的欧洲探险家是雅克·卡蒂亚，他于1534年到达加斯佩地区，1535年航入圣劳伦斯河。

## 新法兰西
1627年后，法王路易十三下令，除罗马天主教外的移民不得在新法蘭西定居。此举保证殖民地的教育和福利都掌握在教会的手中。1663年新法兰西成为王室直属省，由让·塔隆管辖。

## 割让给英国
1763年，英国同法王路易十五签署巴黎条约，法国放弃新法兰西以换取继续拥有西印度群岛的瓜德羅普。英国人将加拿大（当时新法兰西的一部分）改名为魁北克省。
1774年英国议会通过《魁北克法案》，该法案确保魁北克地区的法语和法国文化不受威胁。这个法案还允许魁北克保留法国的民事法和整个法律体系，同时也保障宗教自由。罗马天主教得以保留。
美国革命和1812年战争的战火都曾延烧至魁北克，都被当地驻军顽强抵抗。

## 下加拿大
美国革命后，很多英裔保皇党涌入加拿大，改变人口构成。为此，1791年宪法法案以渥太华河为界，将原有的殖民地分成两块。西部为“上加拿大”，改用英国法律系统，东部为“下加拿大”，维持原状。
1841年英国政府将上下加拿大并为加拿大省。1867年加拿大省与另两个英属殖民地新不伦瑞克，新斯科舍合并为加拿大联盟，但加拿大省本身却又分成安大略和魁北克两个部分。

## 20世纪

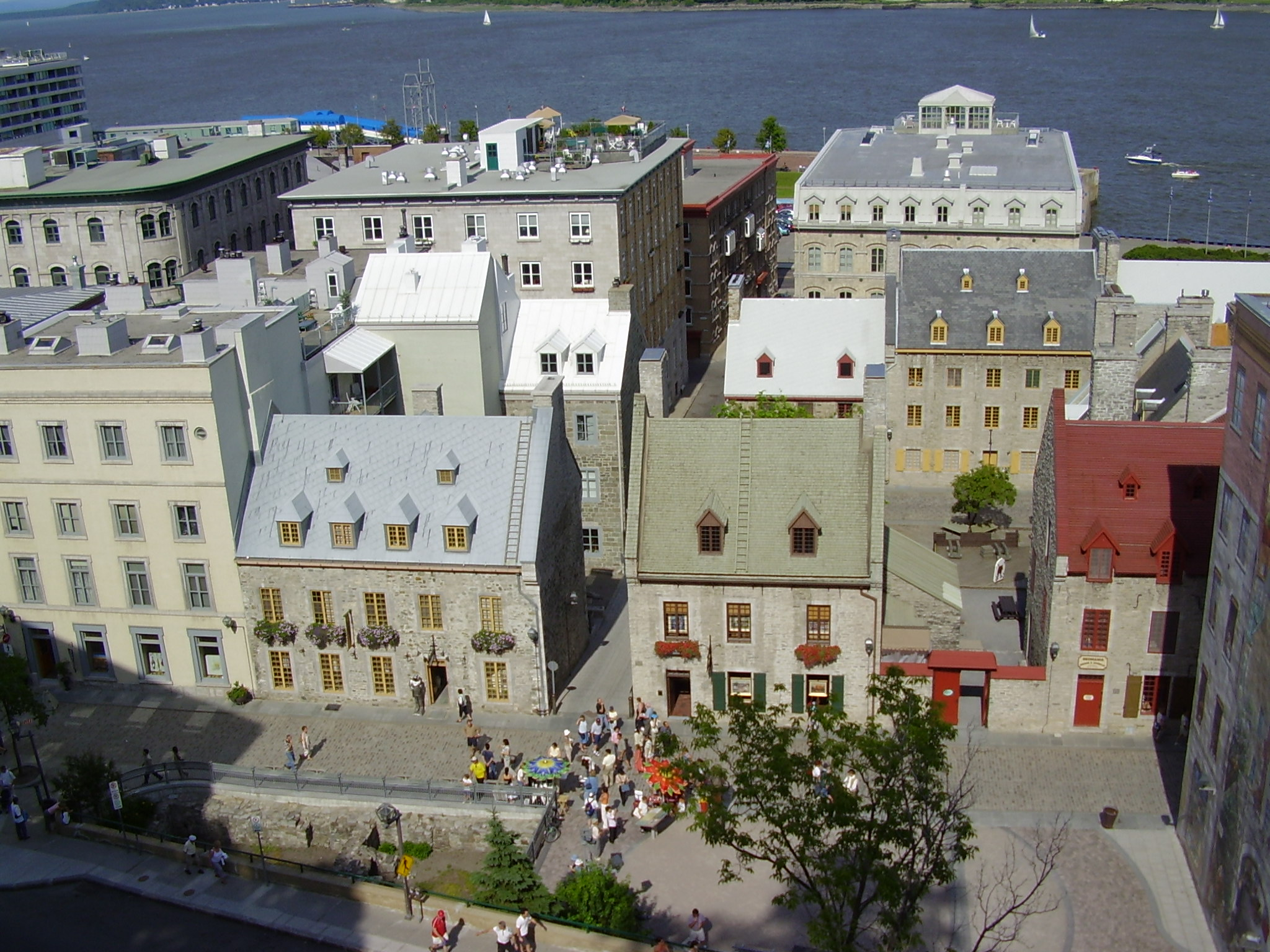
魁北克市

在天主教会的支持下，领导国民联盟从1944年到1960年实现长达16年的保守派执政期。皮埃尔·特鲁多和其他自由派知识分子对保守派政府的抨击为让·勒萨格和魁北克自由党所领导的寂静革命奠定基础。
1960年代的寂静革命导致魁北克社会和政治格局的巨大变化。罗马天主教會的影响迅速衰落，魁北克水电公司被国有化，政府從天主教會手中取回對教育和醫療的控制。于此同时，瑞内·勒维克领导的魁北克独立运动也开始抬头。
六十年代恐怖主义组织“魁北克解放阵线”开始长达十年的反政府行动。1968年他们绑架英国贸易专员克罗斯和魁北克省劳动部部长拉波特，拉波特数日后被害。
1977年，勒维克领导魁北克人党赢得省选，独立形势日益加重。勒维克颁布《法语宪章》（又称101法案）。此法案确立法语在魁北克作为唯一官方语言的地位。至今，魁北克各地所有标志一律由法语表明；此法案仍倍受争议。
勒维克于1980年就主权问题在全省举行第一次全民公投，选民中百分之六十的魁北克人投票反对。
1995年10月30日魁北克第二次关于独立问题的公投再次未被通过，这一次，双方选票非常接近（50.6％反对对49.4％赞成）。

## 21世纪
2006年11月27日，加拿大國會以266票同意16票反對通過總理哈珀的「魁北克人是统一的加拿大中的一個民族（Québécois form a nation within a united Canada）」的動議。 但由於“nation” 這一個名詞可解作「國家」或者「民族」，因而有部份加拿大人表示魁北克有獨立的感覺。